# Вятърна турбина
Вятърната турбина е машина, която преобразува кинетичната енергия на вятъра в механична енергия (въртене на ротора). Турбината се задвижва от вятъра, който обтича лопатките ѝ.
Ако механичната енергия е пряко използвана в машината (например развъртане на помпа или задвижване на мелнично колело), тогава е прието такова устройство да се нарича вятърна помпа или съответно вятърна мелница. В случая когато механичната енергия се преобразува в електричество, тогава машината се нарича ветрогенератор.

## Основни характеристики

### Многолопатков ротор
- Типично приложение: изпомпване на вода, производство на ел. енергия
- Брой на лопатките на ротора: до 150
- Коефициент на полезно действие (КПД): 20 до 43%
- Минимална скорост на вятъра: 0,16 m/s (0.576 km/h)
- Забележка: мощността нараства с третата степен на скоростта на вятъра

### Ветрогенераторсвъздушен винт
- Типично приложение: производство на ел. енергия
- Брой на лопатките на ротора: 1 до 4
- КПД: ~45% (посочва се макс. 48%)
- Минимална скорост на вятъра: 3 до 6 m/s (10,8 – 21,6 km/h)

### Савониов ротор
- Типично приложение: изпомпване на вода, производство на ел. енергия
- Брой на лопатките на ротора: 2
- КПД: ~20% (посочва се макс. 23%)
- Минимална скорост на вятъра: 2 до 3 m/s (7,2 – 10,8 km/h)
- Забележка: Периферната скорост на ротора е по-голяма от скоростта на вятъра. Този тип ротори се използва често за развъртане на Дариусовите ротори.

### Дариусов ротор
- Типично приложение: производство на ел. енергия
- Брой на лопатките на ротора: повече от 2÷3
- КПД: ~38% (посочва се макс. 48%)
- Минимална скорост на вятъра: 5 до 8 m/s (18 – 28,8 km/h)
- Забележка: има нужда от стартов импулс при развъртането